# Mount Otto (Neuguinea)
Der Mount Otto (in der deutschen Kolonialzeit Ottoberg genannt) ist ein Berg im östlichen Ausläufer des Bismarckgebirges. Der Berg ist mit einer Höhe von 3350 Metern der dritthöchste Berg der Madang Provinz in Papua-Neuguineas.
Nördlich des Berges verläuft der Fluss Ramu, die Grenze zur Provinz Eastern Highlands verläuft unmittelbar südlich. Die nahestgelegene Siedlung ist die Stadt Goroka ca. sechzehn Kilometer im Südwesten, die Hauptstadt der Provinz Eastern Highlands.
Der Mount Otto erhielt seinen Namen 1888, als der deutsche Journalist und Forschungsreisende Hugo Zöller das Finisterre-Gebirge südöstlich von Madang bestieg und die vier höchsten Berge des Bismarckgebirges nach Reichskanzler Otto Fürst von Bismarck und seinen drei Kindern, Marie von Bismarck-Schönhausen, Herbert von Bismarck und Wilhelm von Bismarck, Ottoberg, Mariaberg, Herbertberg und Wilhelmsberg benannte.

## Geographie und Klima
Das Land um den Mount Otto ist vom Gebirgszug des Bismarckgebirges geprägt und überwiegend bewaldet. Die Bevölkerungsdichte beträgt etwa 38 Menschen pro Quadratkilometer.
Die durchschnittliche Temperatur betrug 12 Grad Celsius (°C). Der wärmste Monat ist der Oktober mit 14 °C und der kühlste Januar mit 10 °C. Der durchschnittliche Niederschlag beträgt 2123 Millimeter pro Jahr. Der regenstärkste Monat ist jeweils der März mit 287 Millimetern und der regenärmste der Juli mit 71 Millimetern.